# The Golf Channel
The Golf Channel är en amerikansk TV-kanal ägd av Comcast Corporation som enbart sänder golf. The Golf Channel kan ses i USA, Kanada och delar av Asien och finns även i en brittisk version med namnet The Golf Channel UK.